# Fabrice Moreau (batteur)
Pour les articles homonymes, voir Fabrice Moreau et Moreau.
Fabrice Moreau, né le 25 juillet 1975 à Paris, est un batteur et compositeur de jazz français.

## Éléments biographiques
Musicien autodidacte, Fabrice Moreau commence la batterie à 14 ans.
Il commence sa carrière professionnelle en accompagnant des grands noms de la chanson française : Patrick Bruel, Alain Souchon, Jean-Louis Aubert, Arthur H...
Au début des années 2000, il rencontre Albin de la Simone et Mathieu Boogaerts, avec lesquels il partage une même vision artistique et enregistre plusieurs albums. Dans le même style, il participe aux enregistrements studio de nombreux artistes du label Tôt ou tard.  
Passionné de jazz depuis l'adolescence, ses premiers pas se font avec Michel Portal en 2006. Suivent des concerts en tant que sideman de Flavio Boltro, Pierrick Pédron, Rémi Vignolo, Xavier Richardeau, Éric Legnini, Bojan Z...
En 2008, il rejoint le trio de Guillaume de Chassy pour le disque Faraway So Close où on le remarque pour « la finesse de son jeu. » La même année, il prend la suite d'Antoine Banville dans le trio du contrebassiste Jean-Philippe Viret aux côtés d'Édouard Ferlet. Il enregistre quatre albums avec cette formation qui sera récompensée aux Victoires du jazz en 2011. C'est au sein de ce trio que l'on découvre ses premières compositions.
Batteur très demandé et très présent sur la scène jazz actuelle, on le retrouve dans des projets de premier plan comme le quartet Nouvelle Vague de Stéphane Kerecki (Victoires du jazz Album jazz instrumental de l'année 2015) ou encore le quartet Radio One d'Airelle Besson.
En 2016 et 2017, à l'occasion d'une série de concerts, le musicien présente son premier projet en tant que leader et compositeur avec un quintet réunissant des musiciens de différents horizons: Jozef Dumoulin, Matyas Szandai, Ricardo Izquierdo, Antonin-Tri Hoang et Nelson Veras. Ces premiers concerts obtiennent des retours élogieux,.

### Famille
Il est le demi-frère de Patrick Bruel et le frère du compositeur David François Moreau, leur mère à tous trois, Augusta Kammoun, d'origine juive algérienne, ayant épousé en secondes noces le père des deux plus jeunes, l'éminent médecin niortais René Moreau.

## Influences
Parmi ses influences, Fabrice Moreau cite Gérard Grisey, Olivier Messiaen, Alban Berg, Wayne Shorter, Keith Jarrett...

## Discographie jazz

### En tant que leader ou co-leader
- 2008 : Le temps qu'il faut avec Jean-Philippe Viret (b) et Édouard Ferlet (p) (Melisse)
- 2010 : Pour avec Jean-Philippe Viret (b) et Édouard Ferlet (p) (Melisse)
- 2010 : So, now?.. Bruno Angelini (p) et Mauro Gargano (b) (Sans bruit)
- 2013 : Le Mâle entendu Nancy Huston, avec Jean-Philippe Viret (b) et Édouard Ferlet (p) (Melisse)
- 2014 : L'ineffable avec Jean-Philippe Viret (b) et Édouard Ferlet (p) (Melisse)
- 2017 : Ants avec Mauro Gargano (b) et Ricardo Izquierdo (ts) (Gaya Music)
- 2019 : Double Portrait avec Antonin-Tri Hoang (as), Ricardo Izquierdo (ts), Jozef Dumoulin (p), Matyas Szandai (b) et Nelson Veras (g)  (INCISES)
- 2019 : Ivresse avec Jean-Philippe Viret (b) et Édouard Ferlet (p) (Melisse)

### En tant que sideman
Avec Vincent Artaud
- 2007 : La Tour invisible (B-Flat Records)
- 2009 : Music from early times (Discograph)

Avec Alexis Avakian
- 2014 : Digging Chami (Paris Jazz Underground)
- 2017 : Hi Dream (Paris Jazz Underground)
- 2019 : Miasin (Digginmusic Prod)

Avec Sylvain Beuf
- 2021 : Time feel (Bonzaï Music)

Avec Antoine Berjeaut
- 2013 : Wasteland (Fresh Sound Records)

Avec  Airelle Besson Quartet
- 2016 : Radio One (Naïve Records)
- 2020 : Try! (Papillon Jaune) (L'autre distribution)

Avec  Guillaume de Chassy Trio
- 2008 : Faraway so close (Bee Jazz)

Avec Arnault Cuisinier
- 2009 : Fervent (Laborie Jazz)
- 2015 : Anima (Melisse)

Avec Kellylee Evans
- 2013 : I remember when de Kellylee Evans (Universal music)
- 2015 : Come On (Decca Records)

Avec Édouard Ferlet
- 2009 : Filigrane (Melisse)

Avec Mauro Gargano
- 2011 : Mo'Avast (Note Sonanti)
- 2018 : Born in the Sky

Avec Macha Gharibian
- 2013 : Mars (Bee Jazz)
- 2016 : Trans Extended (Jazz village)

Avec Ricardo Izquierdo
- 2023 : "Kikun Pelu Mi Wa"  (Label Mirr [archive]/ L'Autre Distribution)

Avec Stéphane Kerecki Quartet
- 2014 : Nouvelle Vague (Outnote)
- 2018 : French Touch (Incises)

Avec Térez Montcalm
- 2013 : I know I'll be Alright (Universal music)

Avec Isabelle Olivier
- 2012 : Dodecasongs (Enja)
- 2015 : Don't worry be harpy (Enja)

Avec Pierrick Pédron
- 2009 : Omry (Plus loin music)
- 2011 : Cheerleaders (ACT)

Avec Nicola Sergio
- 2012 : Illusions (Challenge records)

## Discographie Chanson française
- 1999 : Juste avant de Patrick Bruel (BMG France)
- 2001 : Comme un accord de Jean-Louis Aubert (Virgin Records)
- 2002 : J'veux du live d’Alain Souchon (Virgin Records)
- 2002 - 2000 de Mathieu Boogaerts (Tôt ou tard)
- 2002 : Entre deux de Patrick Bruel (BMG France)
- 2003 : Albin de la Simone d’Albin de la Simone (Virgin Records)
- 2003 : Zanzibar de Salvatore Adamo (Polydor)
- 2004 : Plus de sucre de J. P. Nataf (Tôt ou tard)
- 2004 : Kensington Square de Vincent Delerm (Tôt ou tard)
- 2005 : Adieu tristesse d’Arthur H (Polydor)
- 2005 : Michel de Mathieu Boogaerts (Tôt ou tard)
- 2005 : Je vais changer d’Albin de la Simone (EMI)
- 2007 : Comme un manouche sans guitare de Thomas Dutronc (Universal)
- 2009 : Clair de J. P. Nataf (Tôt ou tard)
- 2010 : Têtue d’Enzo Enzo (Naïve Records)
- 2011 : Silence on tourne, on tourne en rond de Thomas Dutronc (Universal)
- 2012 : Lequel de nous de Patrick Bruel (Columbia Records)
- 2012 : L’Amour fou de Françoise Hardy (Virgin Records)
- 2013 : Mathieu Boogaerts de Mathieu Boogaerts (Tôt ou tard)
- 2015 : Très souvent, je pense à vous… de Patrick Bruel (Columbia Records)
- 2016 : Wilson chante Montand de Lambert Wilson (Sony Music)
- 2019 : Danser les filles de Bastien Lallemant (Zamora)